# Internierungslager Girenbad

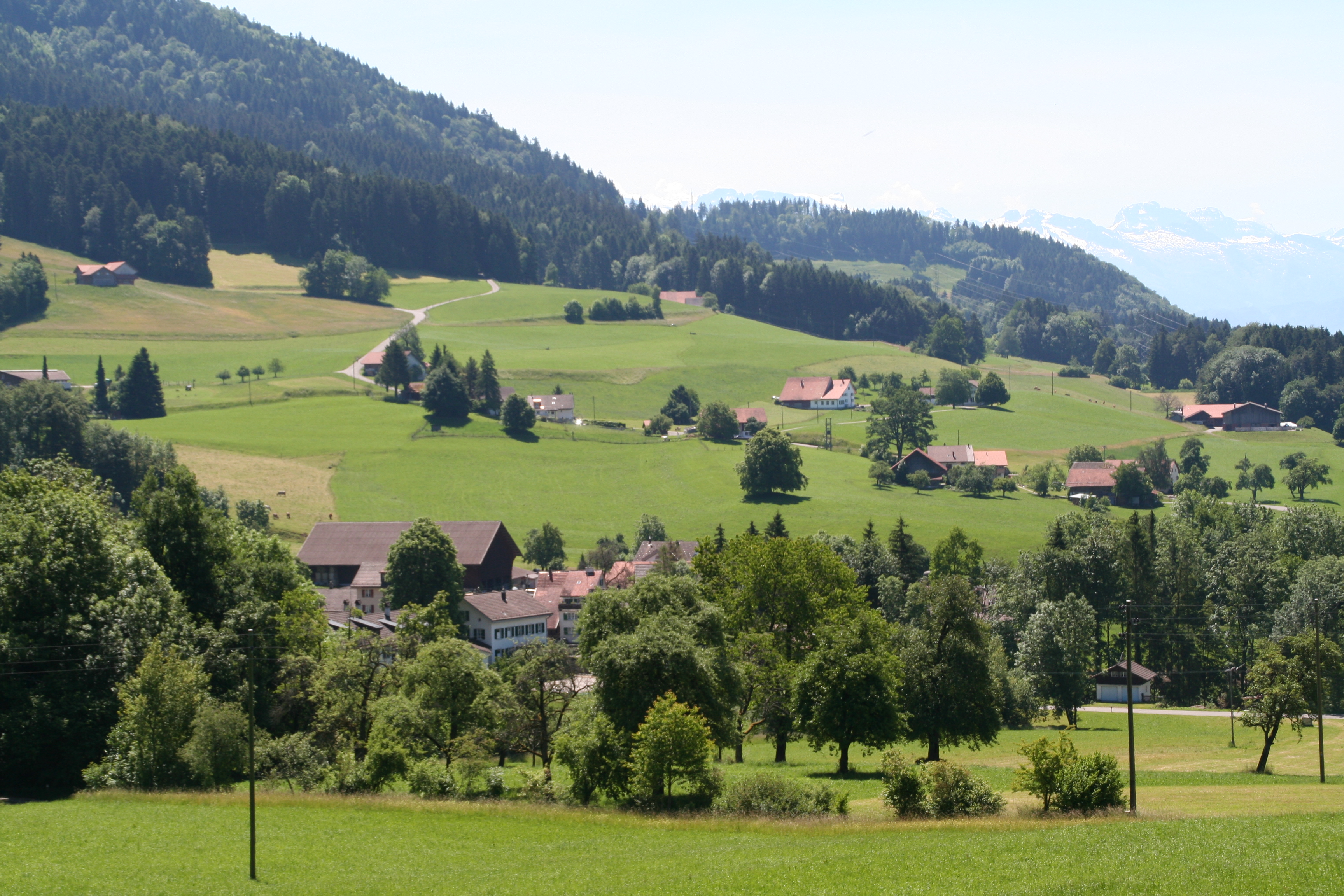
Girenbad Hinwil

Das Internierungslager Girenbad war ein Internierungslager in Girenbad in der Gemeinde Hinwil, Kanton Zürich, Schweiz, das von Oktober 1942 bis Sommer 1945 bestand. Es ist nicht zu verwechseln mit dem Internierungslager, das im Kurhaus Girenbad in der Gemeinde Turbenthal ab 1943 betrieben wurde.

## Lagererrichtung und -organisation
Im Kanton Zürich wurden bereits vor Kriegsausbruch durch den Verband Schweizerischer Israelitischer Armenpflegen (VSIA später VSJF), ein privates jüdisches Hilfswerk, Lager für Emigranten aus Deutschland und Österreich – unter anderen 1939 in Girenbad – eingerichtet. Der VSJF organisierte bis 1939 vor allem den Transit gemäss fremdenpolizeilichen Bestimmungen und ab Kriegsausbruch 1939 den Aufenthalt und die Fürsorge für die Flüchtlinge.
Vom Oktober 1942 bis Sommer 1945 wurde das Lager vom Territorialkommando 6 als Quarantäne- und Auffanglager der Armee für Zivilflüchtlinge geführt, aber weiterhin vom VSJF finanziell unterstützt.
Das Lager wurde im Fabrikgebäude der ehemaligen Baumwollweberei Laetsch eingerichtet.

## Emigranten und Flüchtlinge
Im Lager wurden Juden interniert, die vor den Nationalsozialisten geflüchtet waren und hier auf einen Asylentscheid warteten. 
Ein prominenter Flüchtling war der Tenor Joseph Schmidt, der am 16. November 1942 während eines Spaziergangs im nahegelegenen Restaurant Waldegg verstarb, einen Tag bevor seine Arbeitserlaubnis eintraf. Der Schriftsteller, Philosoph und Individualpsychologe Manès Sperber verbrachte dort drei Monate, der Kommunist Rudolf Singer war 1939 mehrere Monate in Girenbad interniert.